# Paul Hartley
Paul James Hartley (Hamilton, 19 oktober 1976) is een Schotse voetballer (middenvelder) die sinds 2011 voor de Schotse vierdeklasser Alloa Athletic FC uitkomt. Hij is er tevens hoofdcoach. Voordien speelde hij onder meer voor Hamilton Academical FC, Celtic FC, Bristol City FC en Aberdeen FC. Hartley was ook meermaals Schots international.

## Spelerscarrière

### Vroege carrière
Hartley startte zijn profcarrière bij Hamilton Academical FC, waar hij twee seizoenen speelde. In juli 1996 betaalde de Londense club Millwall FC £380.000 voor de middenvelder en uiteindelijk bleef hij er één seizoen. Hij keerde terug naar Schotland en ging er voor Raith Rovers FC, dat £150.000 voor hem betaald had, spelen. In 1998 tekende hij bij Hibernian FC, met wie hij in 1999 de First Division won en de promotie naar de Premier League kon afdwingen. In het seizoen 1999-2000 verbleef Hartley een tijdje op huurbasis bij Greenock Morton FC.

### St. Johnstone
In 2000 tekende Hartley op vraag van manager Sandy Clark, die reeds trainer van hem was bij Hamilton, een contract bij St. Johnstone FC. De transfersom bedroeg £200.000. Billy Stark, die Clark opvolgde in 2001, vormde Hartley om van rechtervleugelspeler naar aanvallende middenvelder. Dit leidde tot een verbetering van de prestaties, maar het was niet genoeg om de degradatie naar de First Division te voorkomen. Hartleys persoonlijke succes duurde voort en dit resulteerde in een nominatie voor de 'SPFA First Division speler van het jaar award' in 2003. Maar St. Johnstone slaagde er niet in om terug te promoveren naar de Premier League.

### Hearts
Hearts manager Craig Levein volgde sinds 2002 de uitstekende prestaties van Hartley op de voet. Het contract bij St. Johnstone liep in de zomer van 2003 ten einde en Hartley kon vrij transfereren naar Hearts. Hij bleef uitstekend presteren en hielp Hearts aan een derde plaats in de Premier League in het seizoen 2003-2004. In januari 2005 bood Celtic FC £300.000, maar dat was serieus onder de prijs die Hearts voor Hartley vroeg. Hearts bood hem daarop een verbeterd contract aan, waarop Hartley inging.
Een van Hartleys opmerkelijkste prestaties bij Hearts was zijn hattrick tegen Hearts aartsrivaal Hibernian FC in de halve finale van de Scottish Cup in 2006. Dit was tevens zijn eerste hattrick als profvoetballer. In de finale van de Scottish Cup won Hearts na penalty's tegen Gretna FC. Hartley werd echter vroegtijdig naar de kant gestuurd, na zijn tweede gele kaart.
Tijdens de transferperiode van januari 2007 werd hij gelinkt aan Glasgow Rangers en Aston Villa.

### Celtic
Uiteindelijk tekende Hartley een contract voor twee-en-een-half jaar bij het grote Celtic FC, dat £1,2 miljoen voor hem had betaald. Celtic werd landskampioen dat jaar en won ook de beker. Op 15 augustus 2007 scoorde hij zijn eerste goal voor de club uit Glasgow, in de derde voorronde van de Champions League tegen het Russische Spartak Moskou.
Gordon Strachan, toenmalig trainer bij Celtic, gebruikte Hartley meer als defensieve middenvelder. Hij werd een van de belangrijkste spelers in defensie en in het seizoen 2007-2008 werd Celtic landskampioen. Met Barry Robson aan zijn zijde in de verdediging hielp hij Celtic aan de derde titel op rij.
In het seizoen 2008-2009 won hij met Celtic de Scottish League Cup, maar kwam hij minder aan spelen toe. In juli 2009 bedankt voor bewezen diensten.

### Bristol City
Na zijn vertrek bij Celtic, tekende Hartley een contract bij Bristol Rovers FC. Hij speelde zijn eerste wedstrijd voor de club in een vriendschappelijke wedstrijd tegen Ajax Amsterdam en scoorde zijn eerste goal in zijn competitiedebuut tegen Preston North End FC (2-2). Hartley wou na het seizoen 2009-2010 terugkeren naar Schotland en werd lange tijd gelinkt met zijn ex-club Hearts.

### Aberdeen
Op 28 juli 2010 tekende Hartley een contract bij Aberdeen FC en op dezelfde dag werd hij aangeduid als de nieuwe clubkapitein. Bij zijn competitiedebuut scoorde hij meteen een hattrick, nadat hij drie penalty's binnenschoot tegen Hamilton Academical. Het was de eerste keer dat een speler een hattrick van penalty's scoorde sinds september 1973, toen Donald Ford dit deed voor Hearts tegen Greenock Morton.
Hartley miste de laatste twee maanden van het seizoen door een knieblessure (ligamenten) en kondigde het einde van zijn carrière aan. Hij volgde reeds opleidingen om trainer te worden.

## Trainerscarrière

### Alloa Athletic
Op 17 mei 2011 werd Hartley aangesteld als speler-trainer van Alloa Athletic FC, die in de Scottish Third Division uitkomt. Ondanks hij het einde van zijn spelerscarrière enkele dagen daarvoor had aangekondigd, gaat hij dus toch nog even door met voetballen.

## Interlandcarrière
Hartleys prestaties bij Hearts leverden hem in december 2004 een selectie op voor het Schote B-elftal. Enkele maanden later maakte hij dan zijn debuut voor de Schotse nationale ploeg in een wedstrijd tegen Italië. In oktober scoorde hij zijn enige doelpunt voor de nationale ploeg in een wedstrijd tegen Slovenië (3-0 winst). In totaal speelde hij 25 interlands.